# لقاءات القبور
Grave Encounters بالعريية لقاءات القبور هو فيلم كندي ما وراء الطبيعة خارق للطبيعة انتج في العام 2011, الفيلم يتحدث عن طاقم من
ممثلي برنامج تلفزيون الواقع الخارق  للطبيعة والذين يحبسون  انفسهم بمستشفى نفسي مسكون في محاولة للبحث عن أي دليل لنشاطات خارقة للطبيعة لكن سرعان ما تصبح هذه الحلقة
اخر حلقات مسلسلهم.
الفيلم من كتابة واخراج الاخوان فيشوس 
الفيلم عرض لأول مرة في في 22 أبريل للعام 2011.
على الرغم من تلقي الفيلم لاراء مختلفة من
قبل الناقدين الا انه قد تم إصدار جزء اخر
له في العام 2012.

## روابط خارجية
- لقاءات القبور على موقع IMDb (الإنجليزية)
- لقاءات القبور على موقع ميتاكريتيك (الإنجليزية)
- لقاءات القبور على موقع روتن توميتوز (الإنجليزية)
- لقاءات القبور على موقع نتفليكس (الإنجليزية)
- لقاءات القبور على موقع قاعدة بيانات الأفلام العربية
- لقاءات القبور على موقع ألو سيني (الفرنسية)
- لقاءات القبور على موقع Turner Classic Movies (الإنجليزية)
- لقاءات القبور على موقع أول موفي (الإنجليزية)
- لقاءات القبور على موقع فيلمافينيتي (الإسبانية)
- لقاءات القبور على موقع قاعدة بيانات الأفلام السويدية (السويدية)